# Olla castañera

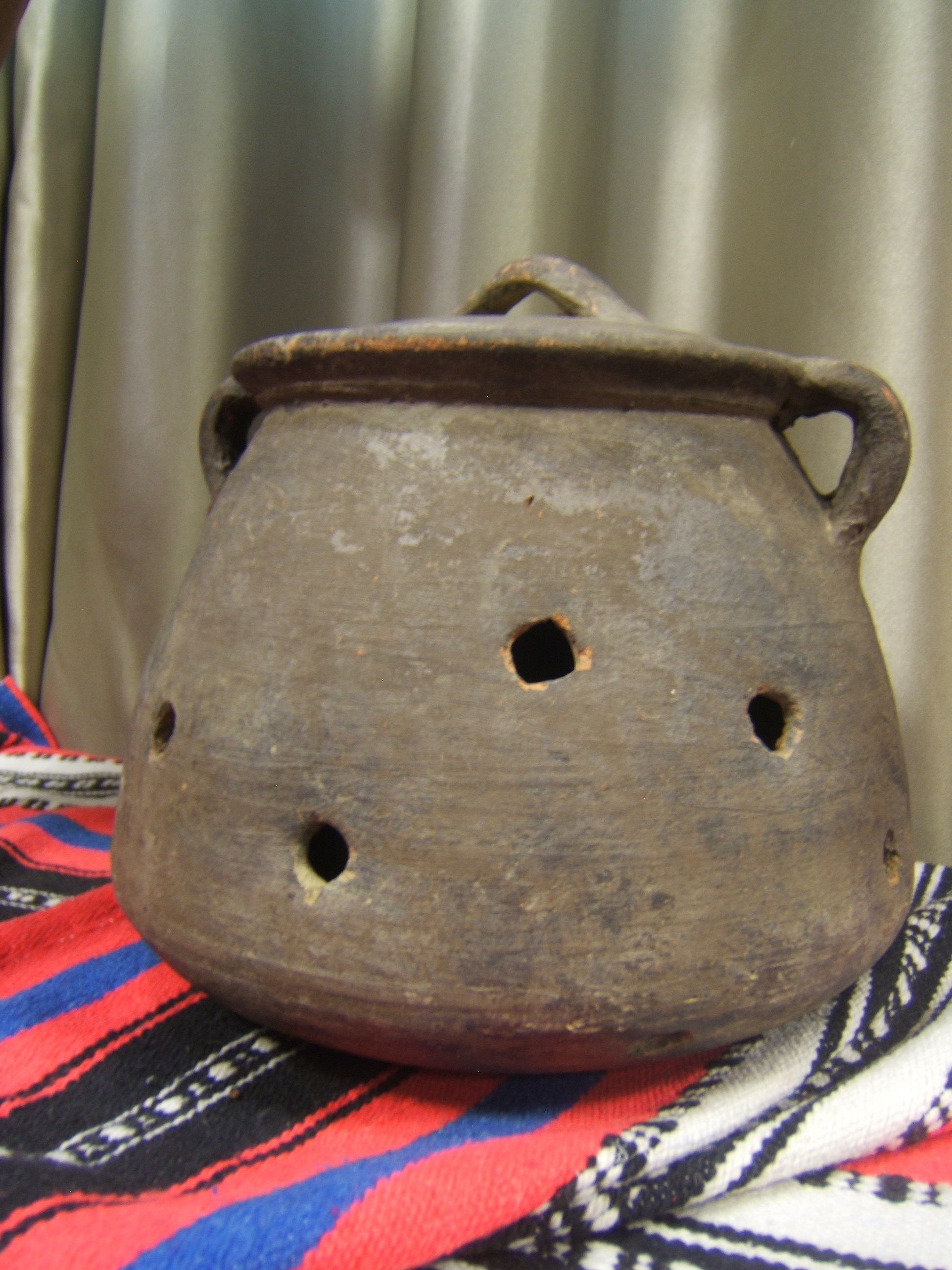
Pucheira para as castañas (castañera, olla castañera, puchero para asar castañas); altura: 20,00 cm. Fabricada en Meder (Salvatierra de Miño, Pontevedra). En esa localidad se instalaron los hermanos José y Manuel Añón Chans, alfareros de Buño Malpica de Bergantiños (La Coruña).

Olla castañera, calboche, calbochero, y asador de castañas son términos comunes para nombrar una olla o puchero de barro para asar castañas.
Como otros muchos objetos de la alfarería de la cocina tradicional, ha desaparecido del mobiliario de cocina del siglo xxi, siendo ocasionalmente sustituido por papel de aluminio y, para grandes cantidades de frutos, por los modernos asadores de castañas eléctricos.

## Tipología
Definida en los manuales de terminología cerámica como "olla ovoidal multiperforada", de boca ancha y base convexa, provista de dos asas. Según las zonas geográficas puede aparecer mencionada, además de como castañera o calboche, con variantes lisgüísticas como calbochero, carbochero, calvotero, etc.
Existen diversos tipos de recipientes alfareros dedicados o usados para asar el fruto del castaño, todos ellos de barro refractario.
Aun se fabrican en algunos centros alfareros gallegos, más dirigidos al coleccionismo o el “souvenir” que para su antigua función tradicional, aunque los especialistas suelen coincidir en que el asado del fruto en estos recipientes (por ejemplo durante los tradicionales calbotes) es más perfecto que el de los cómodos hornos eléctricos.